# Первый мир
«Первый мир» (англ. The First World) — политическая концепция, возникшая в период Холодной войны для обозначения государств-членов НАТО и их союзников в противовес социалистическим государствам (СССР, Китай и их союзники — «Второй мир»).

Страны первого мира выделены синим

Государства (страны) «первого мира» были капиталистическими, были придуманы и «третий», и «четвёртый мир».
После распада Восточного блока и СССР в 1991 году под этим понятием стали понимать любые государства и страны с низким политическим риском и устойчивой демократией, верховенством права, рыночной экономикой, экономической стабильностью и высоким уровнем жизни. Современные государства и страны «первого мира» определяют по-разному, в частности по уровням ВВП, ВНП, грамотности, продолжительности жизни и по индексу человеческого развития. В повседневном употреблении, согласно словарям Merriam-Webster, понятия «первый мир» сейчас обычно обозначает «высокоразвитые индустриальные государства, вестернизированные страны мира» или «страны мира, имеющих крупную промышленность и сравнительно мало бедных людей, богатые государства мира».